# Hjalmar Rechnitzer
Hjalmar Rechnitzer (1. december 1872 i Aalborg – 21. juni 1953 i København) var en dansk søofficer. Rechnitzer var op til Danmarks besættelse og kort efter som viceadmiral direktør for Marineministeriet, chef for Søværnskommandoen og dermed reelt chef for hele Søværnet. Kort efter besættelsen meddeler fire af hans underordnede chefer ham, at han har mistet personellets tillid, hvorefter han tager sin afsked. I årene efter anden verdenskrig har Rechnitzer været anset for medansvarlig for Danmarks nedrustning og dermed nederlag, mens nogle senere vurderinger har anset den gennemførte politik – kaldet tyskerkursen – for realistisk.
Rechnitzer fødtes i Aalborg som søn af forretningsmanden og konsul Peter Petersen Rechnitzer og hustru Louise Marie, født Møller. Han havde mere mod på livet som søofficer end forretningsmand og blev i 1892 kadet. Efter sin udnævnelse til premierløjtnant i 1901 giftede han sig i 1902 med Emily Adolph.
I 1905 kom han første gang til tjeneste ved Marineministeriet. Han udviste evner for tjenesten som embedsmand, og hovedparten af hans karriere kom til at foregå her, suppleret med en stor rolle i opbygningen af det danske ubådsvåben og kortere sommertogter. I ministeriet viste han bl.a. talent for strategiske analyser af Danmarks situation, og han medvirkede til udviklingen af neutralitetspolitikken i Tysklands skygge – tyskerkursen.
Politiske krav om nedskæringer og resoursemæssig rivalisering med Hæren gjorde Rechnitzer upopulær i søofficerskorpset. Hans tjeneste i ministeriet ("udenfor nummer") hindrer på et tidspunkt en udnævnelse, men politikerne indføjede en særbestemmelse i en forsvarslov til fordel for ham (derfor kaldet lex Rechnitzer). Det gavner heller ikke populariteten.
Ved udbruddet af 2. verdenskrig den 1. september 1939 påbegyndte Rechnitzer en detaljeret dagbog. Det kunne han overkomme, fordi han kun tog hjem til familien i weekenden. Efter sin fratræden udarbejdede han sine maskinskrevne erindringer, som først blev udgivet i 2003.
Besættelsen af Danmark den 9. april 1940 uden kamp oplevedes æreløs for store dele af hæren og marinen. En blandt flere årsager var at Rechnitzer havde undladt at beordre sikringstjeneste 3 (hvilket vil sige højeste alarmberedskab) for marinen. Dette førte til, at fire højerestående chefer under Rechnitzer kort efter opfordrede ham til at træde tilbage – en opfordring han efterkom.
Rechnitzer døde i 1953. Bisættelsen skete fra Bispebjerg krematorium, og urnen nedsattes på Almen Kirkegård i Aalborg.